# لياندرو ليغيزامون
لياندرو ليغيزامون (بالإسبانية: Leandro Leguizamón)‏ هو لاعب كرة قدم أرجنتيني في مركز الهجوم، ولد في 4 ديسمبر 1988 في بوينس آيرس في الأرجنتين. لعب مع تيغري ونادي سبورتينغ كريستال.

## وصلات خارجية
- لياندرو ليغيزامون على موقع قاعدة بيانات كرة القدم.إي يو (الإنجليزية)
- لياندرو ليغيزامون على موقع Soccerway.com (الإنجليزية)